# カニヘンダックスフント
カニンヘンダックスフント（独:Kaninchen Dachshund）はドイツ原産の犬種である。

## 解説
ダックスフントの仲間であり、サイズはミニチュアダックスフントよりも小さい。体長が体高より長く、短足胴長で垂れ耳、中くらいの長さのマズルを持つ超小型犬。原産国ドイツでは3サイズとしている。イギリス、アメリカではカニンヘンダックスフンドはミニチュアと同じ分類とされる。
被毛はダックスフントと同じで、スムース（短い）・ロングヘアー（柔らかく長い）・ワイアーヘアー（硬毛で長い）の3種類。